# Xian de Dêrong

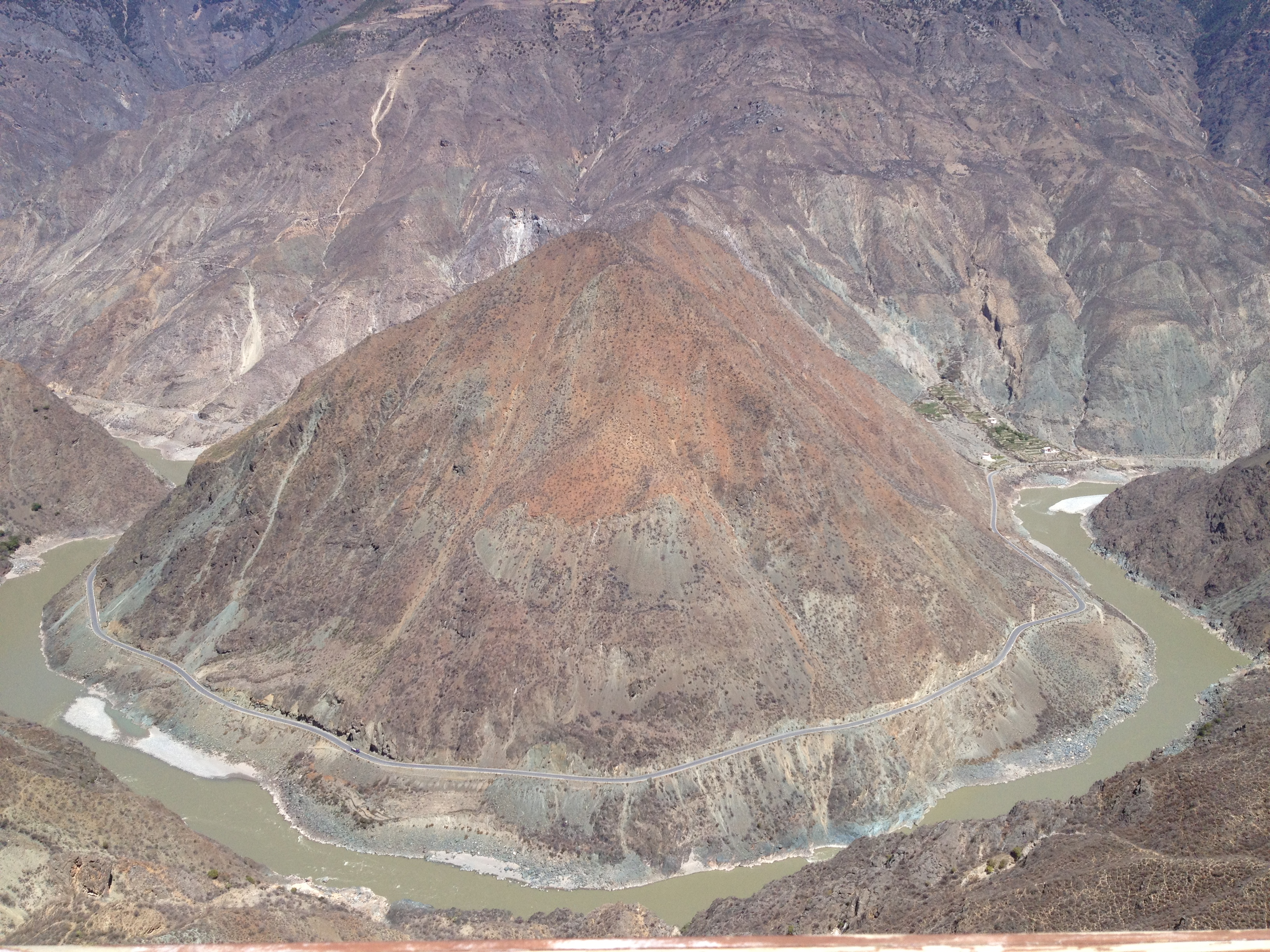

Le xian de Dêrong (得荣县 ; pinyin : Déróng Xiàn) est un district administratif de la province du Sichuan en Chine. Il est placé sous la juridiction de la préfecture autonome tibétaine de Garzê.

## Démographie
La population du district était de 23 255 habitants en 1999.